# 칼무리
칼무리(kalmuri)는 오길호가 개발한 무료 스크린샷 캡처 소프트웨어이다. PNG, JPG, GIF, BMP 포맷을 지원하며, 전체화면, 영역화면, 컨트롤, 색상추출, 웹페이지 캡처를 할 수 있다.

## 주요 기능
캡처 범위 지정기능
전체화면, 활성중 화면, 영역화면, 웹페이지, 컨트롤, 색상추출을 선택할 수 있다.
저장형식 지정기능
PNG, JPG, GIF, BMP 파일 포맷, 이미지창고 업로드, 프린터 출력을 선택할 수 있다.
파일이름 지정기능
순차적, 캡처시간으로 파일 이름의 형식을 선택할 수 있다.
단축키 지정기능
기본 PrintScreen 외 Ctrl+P, F11, F12를 단축키로 선택할 수 있다.
캡처소리 지정기능
캡처기능 작동 전/후, 소리없음을 선택할 수 있다.
화면 녹화기능
영역화면 설정 후 REC를 클릭하여 녹화를 할 수 있다.
키보드 기능
영역캡처시 키보드를 통해 조절을 할 수 있다. (방향키, Ctrl+방향키, ⇧ Shift+방향키)
칼무리는 네이버 블로그 등 대부분의 웹페이지 전체화면을 캡처할 수 있다.

## 라이선스 관련
칼무리는 광고가 없고, 기업이나 공공기관에서도 무료로 사용할 수 있는 프리웨어이다.